# Стелла Менна
Стелла Менна (італ. Stella Menna; нар. 18 лютого 1988) — колишня італійська тенісистка.
Найвищу одиночну позицію світового рейтингу — 336 місце досягла 19 березня 2007, парну — 435 місце — 1 жовтня 2007 року.
Здобула 1 одиночний та 1 парний титул.

## Фінали ITF
| Легенда         |
| --------------- |
| турніри $25,000 |
| турніри $10,000 |

### Одиночний розряд: 5 (1–4)
| Результат | Ранг | Дата              | Турнір                   | Покриття | Суперниця               | Рахунок          |
| --------- | ---- | ----------------- | ------------------------ | -------- | ----------------------- | ---------------- |
| Поразка   | 1.   | 27 листопада 2005 | Гіза, Єгипет             | Ґрунт    | Леоні Мекел             | 6–2, 3–6, 6–7(1) |
| Поразка   | 2.   | 19 лютого 2006    | Майорка, Іспанія         | Ґрунт    | Естрелья Кабеса Кандела | 4–6, 1–6         |
| Поразка   | 3.   | 26 березня 2006   | Ель-Мансура, Єгипет      | Ґрунт    | Коріна Кордуняну        | 1–6, 6–7(2)      |
| Поразка   | 4.   | 22 жовтня 2006    | Сьюдад-Вікторія, Мексика | Тверде   | Хорхеліна Краверо       | 2–6, 1–6         |
| Перемога  | 1.   | 11 березня 2007   | Толука-де-Лердо, Мексика | Тверде   | Маріана Дуке-Маріньо    | 6–1, 7–5         |

### Парний розряд: 3 (1–2)
| Результат | Ранг | Дата            | Турнір           | Покриття   | Партнерка        | Суперниці                            | Рахунок       |
| --------- | ---- | --------------- | ---------------- | ---------- | ---------------- | ------------------------------------ | ------------- |
| Поразка   | 1.   | 24 липня 2005   | Анкона, Італія   | Ґрунт      | Елеонора Янноцці | Алеша Баґола Тина Обрез              | 1–6, 0–6      |
| Поразка   | 2.   | 11 лютого 2006  | Майорка, Іспанія | Ґрунт      | Елеонора Янноцці | Нурія Ройг Естрелья Кабеса Кандела   | 6–3, 3–6, 1–6 |
| Перемога  | 1.   | 23 вересня 2007 | Limoges, Франція | Тверде (i) | Бібіана Схофс    | Аделін Гонсальвес Ґрасія Радовановіч | 6–4, 6–1      |